# Batallón Bagramian
El Batallón Bagramian fue un batallón formado en Abjasia, compuesto en su mayoría por étnicamente armenios que vivían en Abjasia, y que lucharon al lado de las fuerzas independentistas abjasias en la guerra de Abjasia de 1992-1993.
Fue bautizada en honor al Mariscal de la Unión Soviética armenio Ovanes Bagramian, y su propósito fue la defensa de los armenios étnicos que vivían en la región de los reales o supuestos excesos de los militares georgianos. Fue creada entre febrero y marzo de 1993, aunque con anterioridad abjasios étnicamente armenios habían formado grupos de autodefensa. Su primer comandanate fue  Vagarshak Aramovich Kosin (Вагаршак Арамович Косян).

## Formación
La primera compañía armenia se creó en noviembre o diciembre de 1992.
El batallón se formó después de la liberación de Gagra, con cuatro compañías, pero al ser demasiado extenso, el Ministerio de Defensa abjasio decidió la formación del Batallón armenio. Se alistaron abjasios de origen armenio de todas las localidades de Abjasia. Aunque la composición étnica era mayoritariamente armenia, había rusos, abjasios, alemanes étnicos e incluso azerbayanos.
Los hechos que perpetraron las tropas georgianas en Gagra inclinaron a la población armenia, hasta ese momento neutral, a ponerse al lado de los independentistas abjasios.

## Acciones en la guerra de Abjasia
El batallón entró por primera vez en acción el 15 de marzo de 1993, y en septiembre participó en los combates por Sujumi. Actuaron también en la zona de Gulripshi y Ochamchire, y finalmente fueron enviados a la zona de Gali, donde los georgianos los acusaron de atrocidades, que fueron negadas por el propio batallón.
Luego fueron trasladados al Kodori, en las proximidades de Lata, donde sufrieron grandes pérdidas.

## Acciones posteriores
El 10 de mayo de 1998, durante las hostilidades que se desarrollaron en Abjasia en 1998, entre el 20 y 26 de mayo, empezó un incendio en los edificios administrativos de la localidad de Mziuri. No hubo heridos en el ataque. La agencia "Prime News" con base en Tiflis, atribuyó el ataque al Batallón Bagramian.
De acuerdo con los informes oficiales georgianos, el batallón fue enviado por las autoridades independentistas abjasias al distrito de Gali de mayoría georgiana, para realizar operaciones de castigo.
Fuentes georgianas acusaron al Batallón Bagramian de realizar una limpieza étnica en Abjasia.